# Лотон (Ајова)
Лотон (енгл. Lawton) град је у америчкој савезној држави Ајова. По попису становништва из 2010. у њему је живело 908 становника.

## Демографија
Према попису становништва из 2010. у граду је живело 908 становника, што је 211 (30,3%) становника више него 2000. године.
| Група             | 2000.       | 2010.       |
| Белци             | 694 (99,6%) | 893 (98,3%) |
| Афроамериканци    | 0 (0,0%)    | 2 (0,2%)    |
| Азијати           | 1 (0,1%)    | 2 (0,2%)    |
| Хиспаноамериканци | 0 (0,0%)    | 4 (0,4%)    |
| Укупно            | 697         | 908         |